# 29 martie
ianuarie • februarie • martie  • aprilie  • mai  • iunie  • iulie  • august  • septembrie  • octombrie  • noiembrie  • decembrie
29 martie este a 88-a zi a calendarului gregorian și ziua a 89-a în anii bisecți. Mai sunt 277 de zile până la sfârșitul anului.

## Evenimente

1871: Regina Victoria inaugurează Royal Albert Hall în cartierul londonez Kensington. În viitor, aici vor fi prezentate evenimente majore.

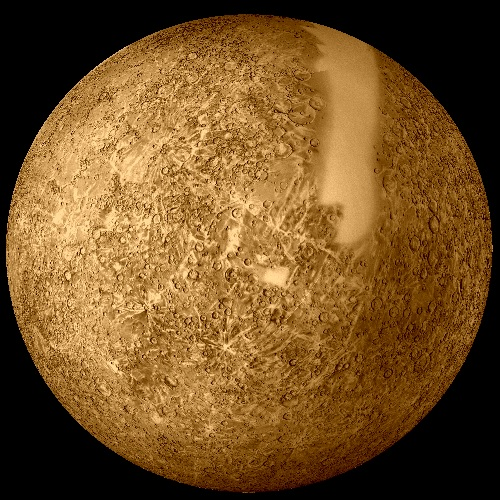
1974: Mariner 10, naveta americană de explorare, fără echipaj uman, devine prima naveta spațială care a vizitat planeta Mercur (foto), trimițând peste 2.000 de imagini pe Pământ. În imagine Mercur văzută de Mariner 10.

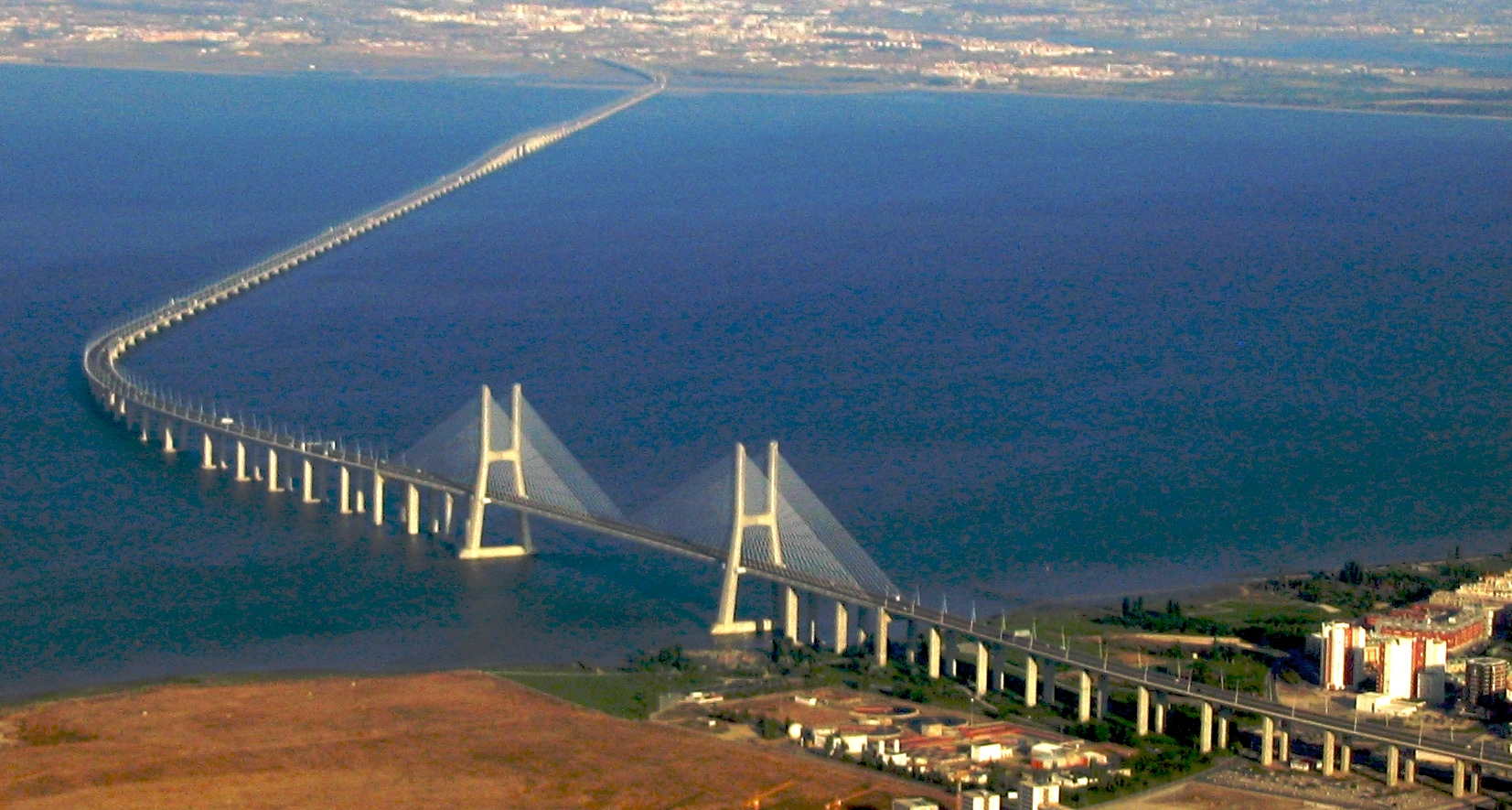
1998: La Lisabona podul Ponte Vasco da Gama a fost deschis traficului. Construcția se întinde peste râul Tagus, are o lungime de peste 17 kilometri și este de cel mai lung pod din Europa.

- 1430: Orașul Salonic, care aparținea Veneției din 1423, devine parte a Imperiului Otoman după ce a fost cucerit de sultanul Murad al II-lea.
- 1461: Războiul celor două roze: Bătălia de la Towton - Eduard de York o învinge pe Margareta de Anjou și devine regele Eduard al IV-lea al Angliei.[1]
- 1549: Este fondat orașul Salvador, Bahia, prima capitală a Braziliei.
- 1599: Cardinalul Andrei Bathory a devenit principe al Transilvaniei.
- 1632: Se semnează Tratatul de la Saint-Germain întorcând Quebecul sub controlul francez după ce englezii l-au confiscat în 1629.
- 1792: Regele Gustav al III-lea al Suediei moare după ce a fost împușcat în spate, la un bal mascat, cu 13 zile mai înainte. Este urmat la tron de fiul său, Gustav al IV-lea Adolf.
- 1809: Împăratul Gustav IV Adolf al Suediei abdică după o lovitură de stat. La Dieta de la Porvoo, cele patru stări din Finlanda ocupată au jurat credință țarului Alexandru I al Rusiei.
- 1821: În momentul începerii mișcării Eteriei, domnul Moldovei, Mihai Suțu, a anunțat hotărîrea sa de a se retrage temporar din Moldova, lăsînd o căimăcămie care să se ocupe de treburile curente și mai ales să asigure Poarta Otomană de supunerea Moldovei.
- 1830: Conform Tratatului de pace ruso-turc de la Adrianopol, au început lucrările Comisiei pentru delimitarea granițelor dunărene dintre Principatele române și Imperiul otoman. Fostele raiale Brăila, Giurgiu, Turnu, împreună cu 30 de insule din Dunăre au fost efectiv reanexate Țării Românești. Lacul Brateș a revenit Moldovei.
- 1848: Cascada Niagara se usucă timp de 40 de ore din cauza unui blocaj de gheață în amonte.[2]
- 1871: Regina Victoria inaugurează Royal Albert Hall în cartierul londonez Kensington. În viitor, aici vor fi prezentate evenimente majore.
- 1881: La Teatrul Național din București, are loc premiera piesei "Sânziana și Pepelea", de Vasile Alecsandri.
- 1923: Intră în vigoare Constituția României din 1923, adoptată ca urmare a Marii Uniri.
- 1926: S-a înființat, la București, Institutul de Studii Bizantine.
- 1940: Comisarul poporului la Externe, Viaceslav Molotov, a ținut în Sovietul Suprem al URSS un discurs asupra raporturilor cu România. Afirmând că URSS nu are cu România un pact de neagresiune (ceea ce era cu totul neadevărat, întrucît tratatele de la Londra nu fuseseră denunțate), spunea că "aceasta se explică prin existența unei chestiuni litigioase, aceea a Basarabiei, a cărei anexare de către România nu a fost niciodată recunoscută de URSS".
- 1945: Ministrul de Justiție, Lucrețiu Pătrășcanu, a semnat decretul-lege pentru "purificarea administrației publice", promulgat de rege în aceeași zi.
- 1964: România și Argentina ridică legațiile la nivel de ambasadă.
- 1972: S-a semnat Convenția cu privire la răspunderea internațională pentru daunele cauzate de obiecte lansate în spațiul extra-atmosferic (adoptată la 29 noiembrie 1971 la a XXVI-a sesiune a Adunării Generale a ONU).
- 1973: Războiul din Vietnam: ultimii soldați americani părăsesc sudul Vietnamului.
- 1974: Mariner 10, naveta americană de explorare, fără echipaj uman, devine prima naveta spațială care a vizitat planeta Mercur, trimițând peste 2.000 de imagini pe Pământ.
- 1998: Ponte Vasco da Gama din Lisabona este deschis traficului. Construcția se întinde peste râul Tagus, are o lungime de peste 17 kilometri și este de cel mai lung pod din Europa.
- 2004: România, Bulgaria, Estonia, Letonia, Lituania, Slovacia și Slovenia sunt admise în NATO, cea mai mare extindere a organizației.[3]
- 2004: Irlanda devine prima țară din lume care interzice fumatul în locurile publice.
- 2005: Trei ziariști români au fost răpiți în Irak: reporterul Marie Jeanne Ion și cameramanul Sorin Dumitru Mișcoci, de la Prima TV, și reporterul Ovidiu Ohanesian, de la cotidianul „România Liberă”.
- 2005: Echipa feminină de tenis de masă a României a câștigat pentru a treia oară titlul european.
- 2010: La Moscova un dublu atentat cu bombă a ucis 40 de persoane în 2 stații de metrou, una din ele fiind situată la 500 metri de Kremlin.[4]
- 2017: Premierul britanic Theresa May a semnat scrisoarea oficială pentru activarea Articolului 50 al Tratatului de la Lisabona, declanșând astfel procedura formală de separare a Marii Britanii de Uniunea Europeană.[5]

## Nașteri
- 1790: John Tyler, al 10-lea președinte al Statelor Unite (d. 1862)
- 1815: Costache Caragiale, dramaturg și actor român, primul director al Teatrului Național din București (d. 1877)
- 1843: Paul Gottereau, arhitect francez (d. 1904)
- 1873: Tullio Levi-Civita, matematician italian (d. 1941)
- 1876: Ioannis Georgiadis, scrimer grec (d. 1960)
- 1878: Elena Farago,  poetă română (d. 1954)
- 1884: Pierre Dumont, pictor francez (d. 1936)
- 1885: Dezső Kosztolányi, poet și scriitor maghiar (d. 1936)
- 1889: Warner Baxter, actor american (d. 1951)
- 1891: Yvan Goll, scriitor franco-german (d. 1950)

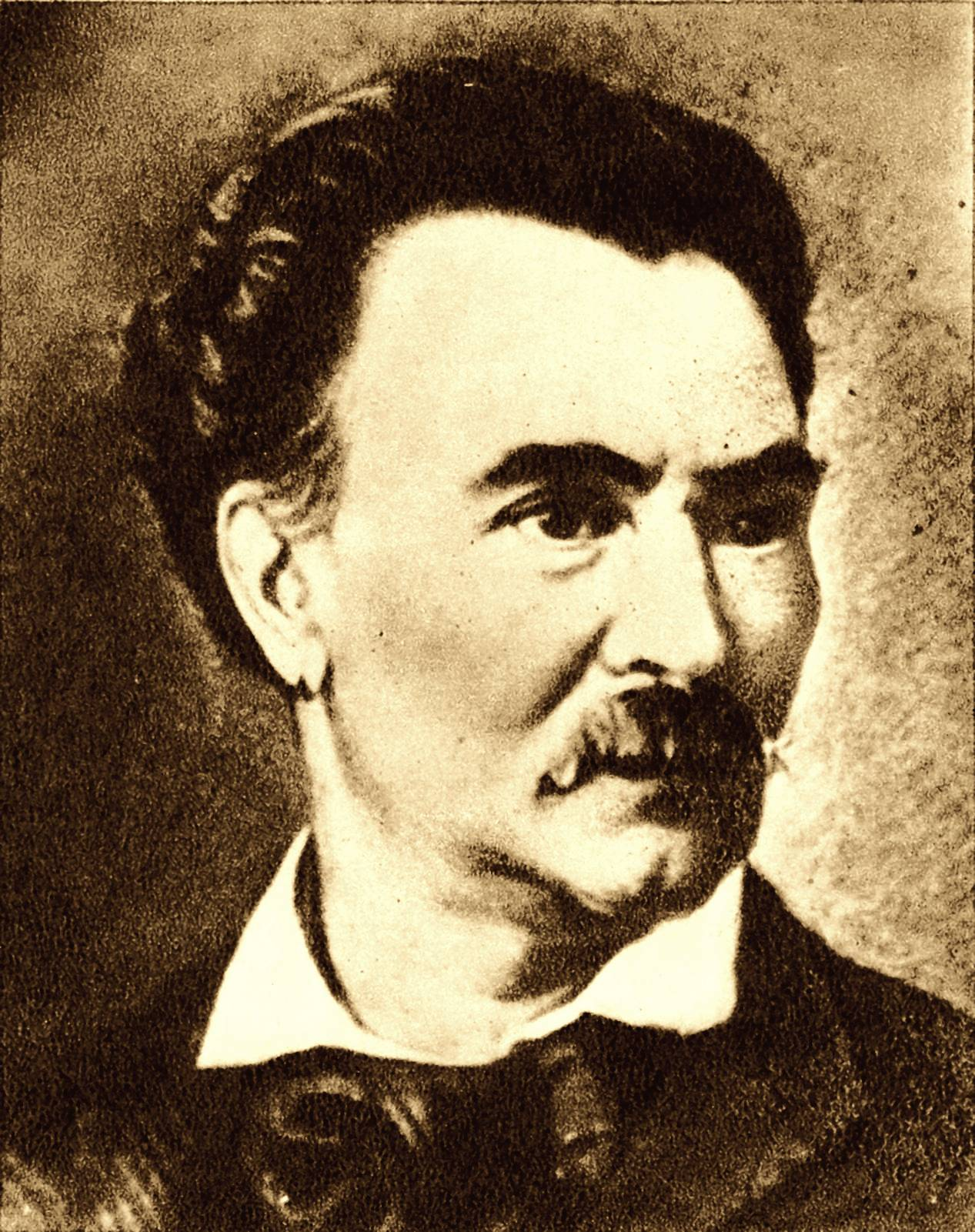
Costache Caragiale, dramaturg și actor român, primul director al Teatrului Național din București
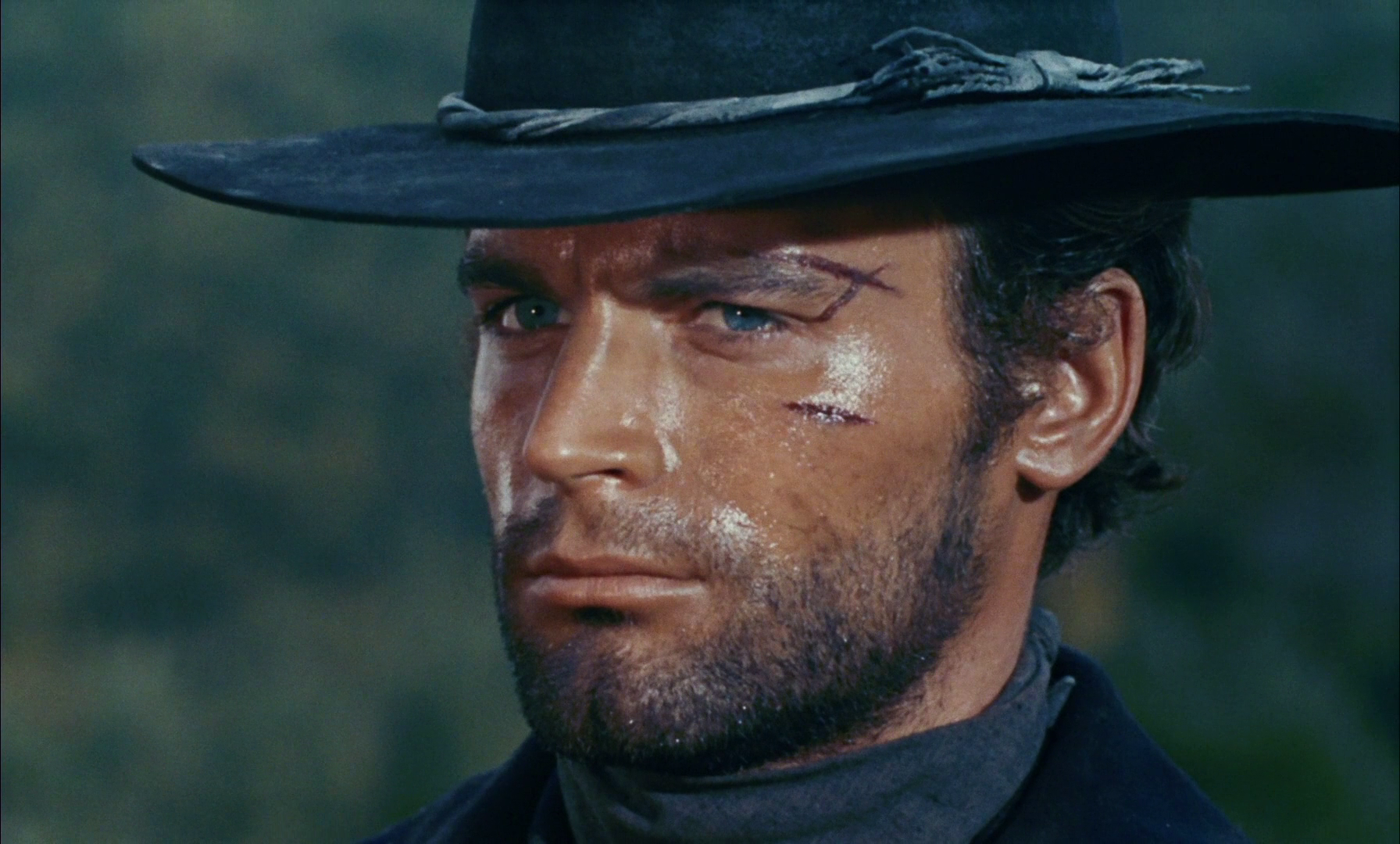
Terence Hill, actor italian
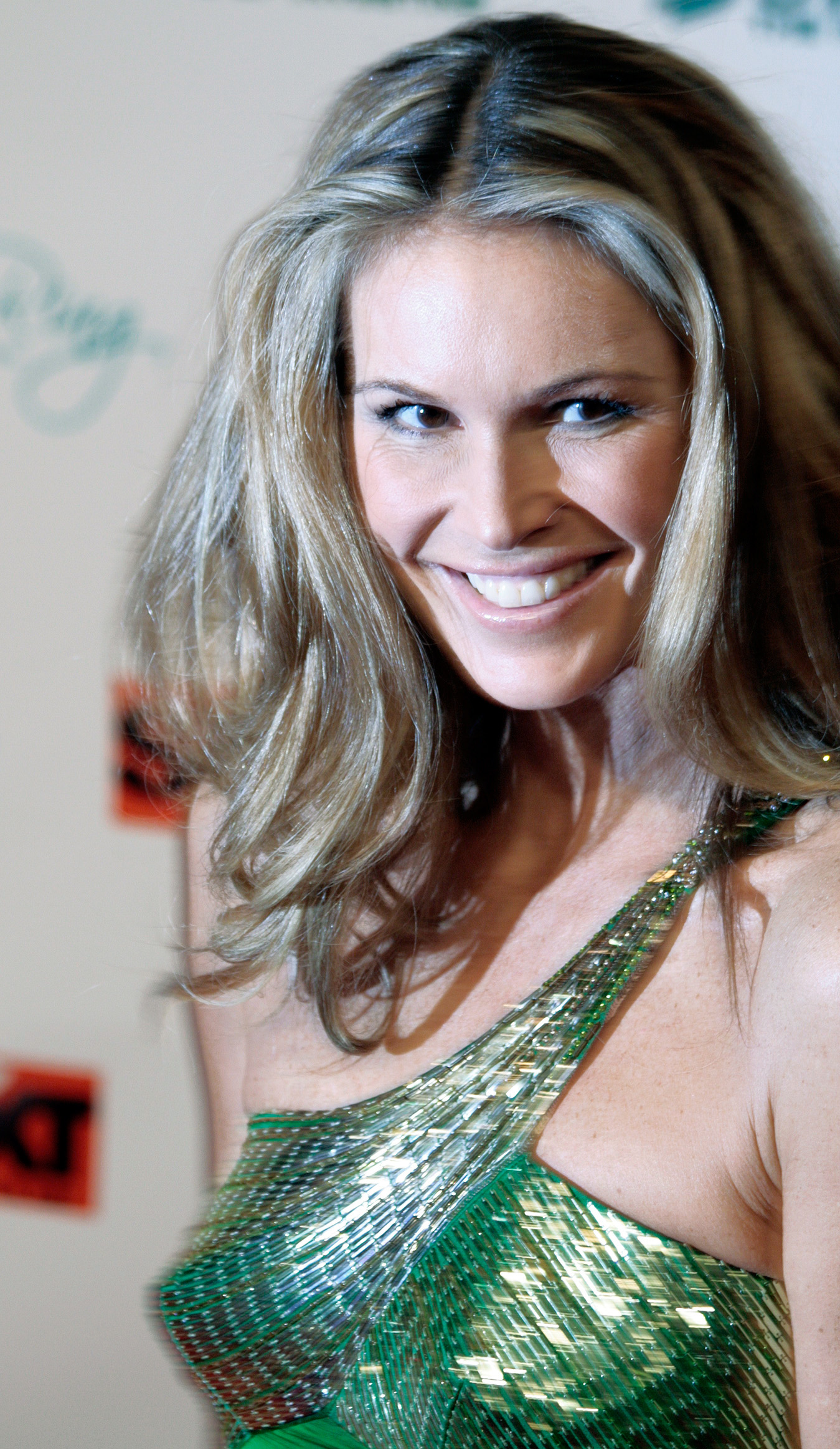
Elle Macpherson, actriță și top model australian

- 1895: Ernst Jünger, scriitor german (d. 1998)
- 1899: Lavrenti Beria, șeful NKVD-ului, serviciul de represiuni politice din vremea lui Stalin (d. 1953)
- 1902: Marcel Aymé, dramaturg francez (d. 1967)
- 1908: Virgil Carianopol, poet român (d. 1984)
- 1908: Ernő Grünbaum, pictor, litograf și grafician româno-maghiar (d. 1945)
- 1912: Caius Iacob, matematician român, membru al Academiei Române, al Societății matematice franceze (d. 1992)
- 1931: Ștefan Andrei, politician comunist, ministru de externe român (d. 2014)
- 1939: Terence Hill, actor italian
- 1941: Constanța Buzea, poetă română (d. 2012)
- 1941: Violeta Andrei, actriță română
- 1941: Joseph Taylor, fizician american
- 1942: Valer Dellakeza, actor român
- 1943: John Major, politician britanic
- 1943: Vangelis, compozitor grec (d. 2022)
- 1944: Nana Akufo-Addo, politician ghanez, președinte al Ghanei (ianuarie 2017 - ianuarie 2025)
- 1947: Viorel Sergovici, operator și regizor TV român
- 1952: Teofilo Stevenson, pugilist cubanez (d. 2012)
- 1954: Augustin Zegrean, politician român
- 1957: Christopher Lambert, actor american
- 1959: Nouriel Roubini, economist american
- 1960: Jo Nesbø, scriitor norvegian
- 1961: Florin Segărceanu, jucător și antrenor român de tenis
- 1962: Dan Bittman, cântăreț, compozitor român, liderul trupei Holograf
- 1964: Elle Macpherson, actriță și top model australian
- 1967: Michel Hazanavicius, producător, regizor de film și scenarist francez
- 1971: Attila Csihar, solist vocal maghiar
- 1972: Rui Costa, fotbalist portughez
- 1972: Robert Sorin Negoiță, politician și om de afaceri român
- 1973: Marc Overmars, fotbalist neerlandez
- 1973: Cristian Panait, procuror român (suicid) (d. 2002)
- 1974: Iulian Filipescu, fotbalist român
- 1978: Cătălin Cursaru, fotbalist român
- 1979: László Balint, fotbalist român
- 1987: Dimitri Payet, fotbalist francez
- 1988: Andrei Ionescu, fotbalist român
- 1989: Réka Forika, biatlonistă română
- 1991: Fabio Borini, fotbalist italian
- 1997: Arón Piper, actor germano-spaniol

## Decese
- 1058: Papa Ștefan al IX-lea (n. c. 1020)
- 1368: Împăratul Go-Murakami al Japoniei (n. 1328)
- 1772: Emanuel Swedenborg, filosof și om de știință suedez (n. 1688)
- 1792: Regele Gustav al III-lea al Suediei (n. 1746)
- 1890: Pierre-Nicolas Brisset, pictor francez (n. 1810)
- 1891: Georges Seurat, pictor francez neoimpresionist (n. 1859)
- 1892: William Bowman, chirurg, histolog englez (n. 1816)

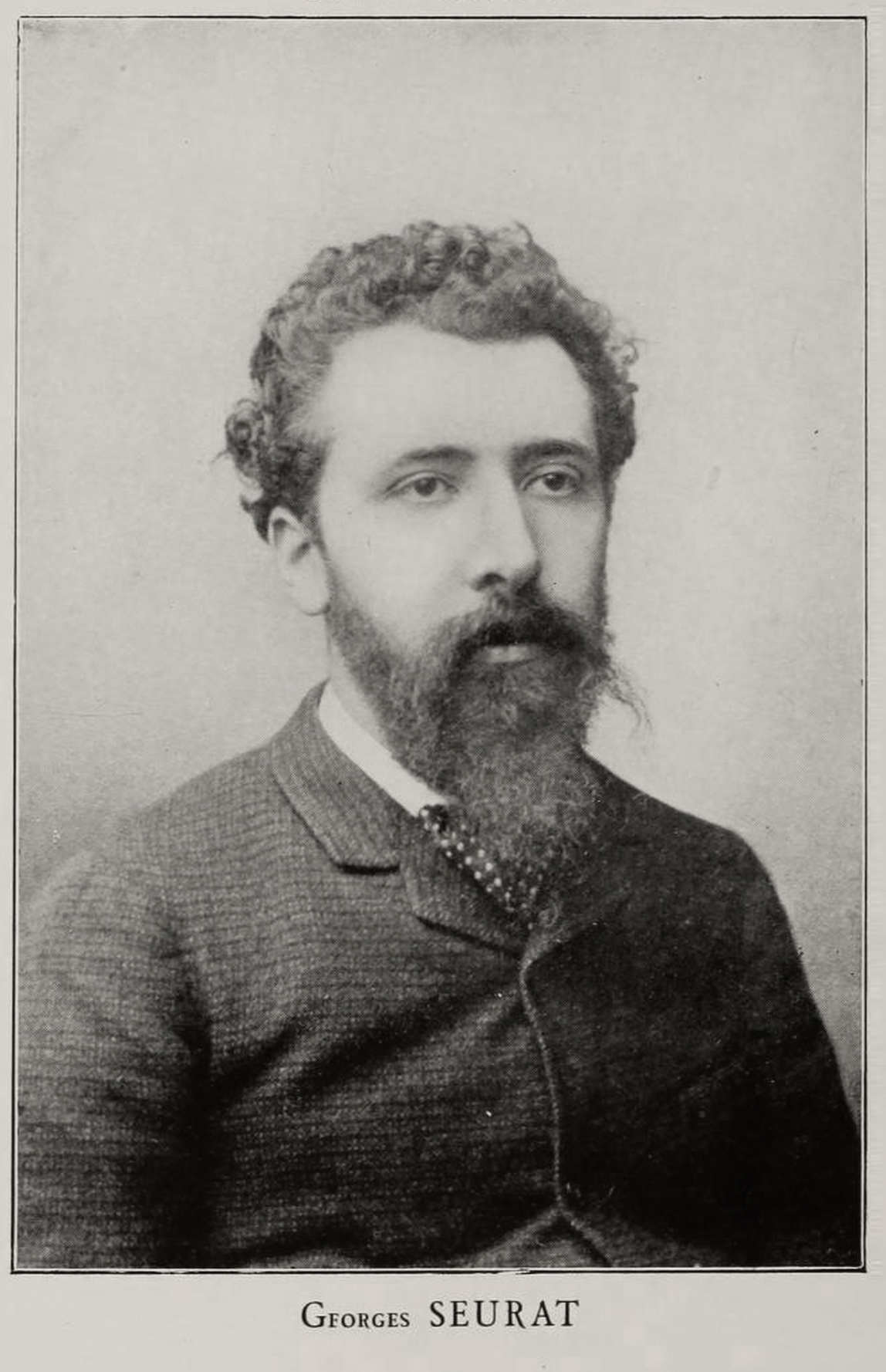
Georges Seurat, pictor francez neoimpresionist
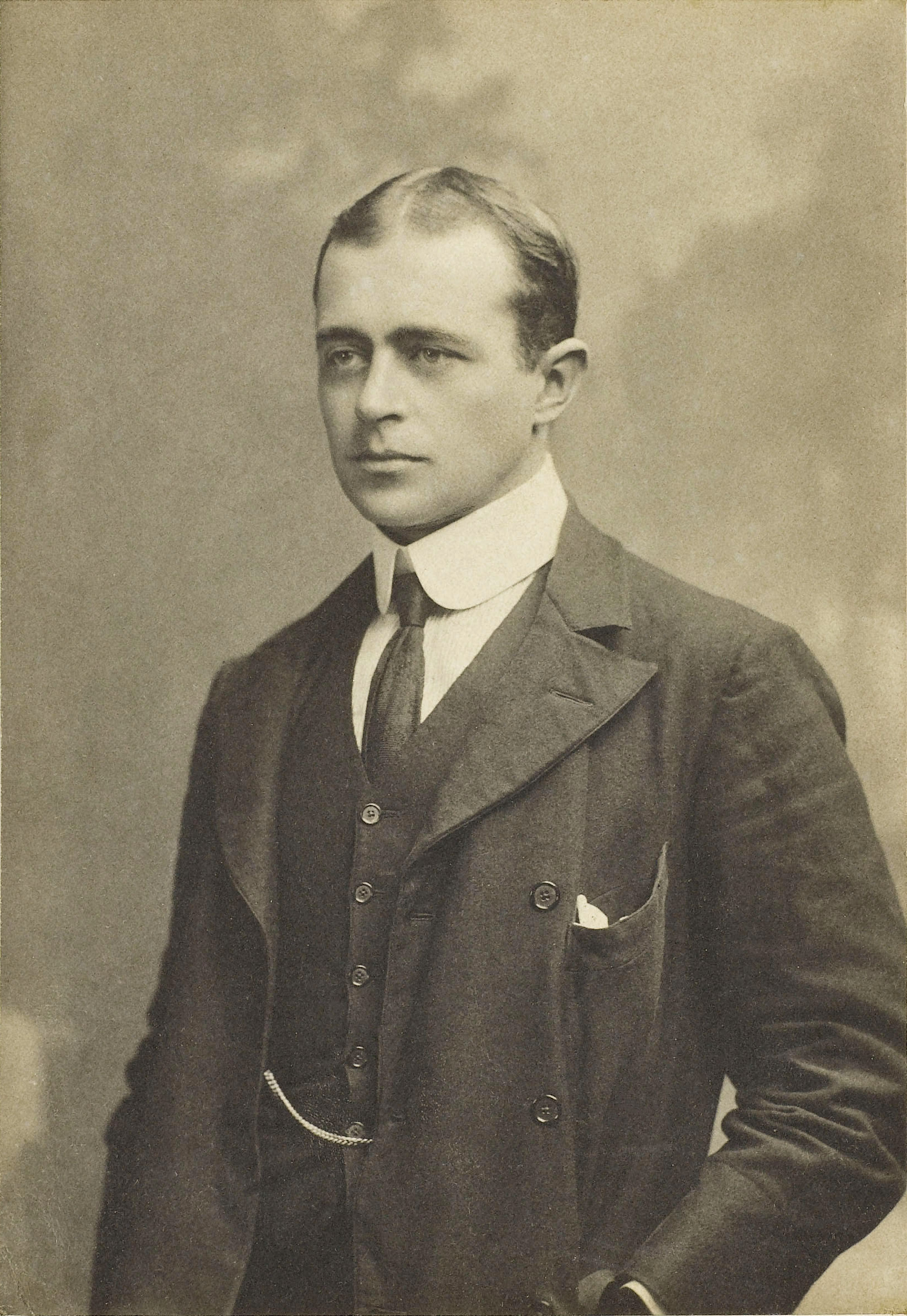
Robert Falcon Scott, explorator antarctic britanic
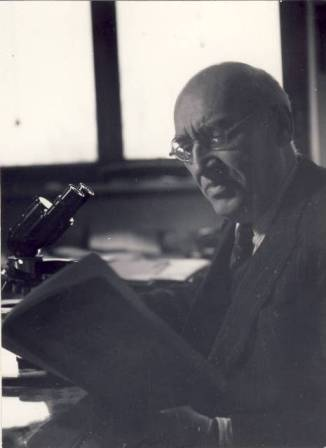
Traian Săvulescu, biolog român

- 1911: Alexandre Guilmant, organist, improvizator, compozitor și profesor francez (n. 1837)
- 1912: Robert Falcon Scott, explorator antarctic britanic (n. 1868)
- 1938: Constantin Isopescu-Grecul, jurist român (n. 1871)
- 1952: I.A. Bassarabescu, prozator român (n. 1870)
- 1957: Joyce Cary, scriitor irlandez (n. 1888)
- 1963: Traian Săvulescu, biolog român, fondator al Școlii românești de fitopatologie (n. 1889)
- 1971: Perpessicius, poet, critic și istoric literar român (n. 1891)
- 1976: Milena Rudnytska, educatoare, activistă pentru drepturile femeilor, politiciană și scriitoare ucraineană (n. 1892)
- 1989: Bernard Blier, actor francez (n. 1916)
- 2017: Alexei Abrikosov, fizician rus, laureat Nobel (n. 1928)
- 2019: Agnès Varda, regizor belgian de film (n. 1928)
- 2020: Krzysztof Penderecki, compozitor polonez (n. 1933)
- 2020: Philip Warren Anderson, fizician american, laureat Nobel (n. 1923)
- 2023: Tiberiu Ceia,  cântăreț român de muzică populară (n. 1940)
- 2025: Richard Chamberlain, actor și cântăreț american (n. 1934)

## Sărbători
- Cuv. Mucenic Marcu, Episcopul Aretuselor;
- Sf. Mc. Chiril diaconul;
- Sf. Mc. Iona si Varahisie;

## Legături externe
- Semnificații istorice pentru data de 29 martie Arhivat în 30 martie 2014, la Wayback Machine., RL.ro, 29 martie 2014